# Зловещее предупреждение
«Зловещее предупреждение» (англ. Silent Warnings — «Тихие предупреждения») — американский фантастический фильм ужасов 2003 года.

## Сюжет
Лейн Вассимер вместе с друзьями решает привести в порядок дом своего двоюродного брата Джо, который умер при загадочных обстоятельствах, с целью продать его. Когда компания видит дом в первый раз, они обнаруживают, что дом огорожен железом. Группа также находит круги на полях в кукурузном поле, решив, что это дело рук местных жителей. Когда одна из девушек внезапно исчезает, они понимают, что происходит нечто странное. Во время отключения электроэнергии на дом нападают инопланетяне и убивают двух юношей. Оставшаяся группа выясняет, что инопланетяне боятся железа, поэтому Джо и огородил дом этим металлом. Также они понимают, что кузен Лейна создал вокруг дома своеобразное электромагнитное поле, которое поглощает их сигнал, и они не могут свободно перемещаться. В попытке сразиться с инопланетянами погибает шериф, который взрывает дом с пришельцами, а Лейн и две выжившие девушки уезжают на машине. Слушая радио, они узнают, что пять западных штатов были лишены электричества этим утром, а также о нападениях странных существ на людей.

## Критика
Фильм не раз сравнивали с картиной М. Найта Шьямалана «Знаки».